# Fabrique de faux de l'Alliance
La fabrique de faux Dorian de l'Alliance est une usine située en France sur la commune de Pont-Salomon, dans la région Auvergne-Rhône-Alpes.

## Localisation
L'usine est située dans le département français de la Haute-Loire, sur la commune de Pont-Salomon, dans l'ancienne région administrative d'Auvergne.

## Historique
Il s'agit du principal établissement industriel de Pont-Salomon, destiné à la fabrication de faux et de faucilles. Les productions complémentaires comprennent du matériel de guerre en 1914 et 1939, des radiateurs dans les années 1960, et actuellement des sécateurs, des râteaux et des tenailles. La construction des principaux bâtiments, tels que les ateliers de fabrication, l'atelier de réparation, la forge, les bureaux et le logement patronal, a débuté en 1856. Les aménagements hydrauliques ont été initialement conçus pour une papeterie, mais ont été transformés en logements.
Certains bâtiments ont été reconstruits ou modifiés, et le nouveau logement patronal surplombant l'usine a été érigé vers 1912. Les sources d'énergie documentées comprennent une machine à vapeur et trois turbines en 1859, une usine à gaz en 1860, et une nouvelle machine à vapeur en 1907. Trois roues hydrauliques verticales actionnaient les martinets de platinage, et une turbine hydraulique (actuellement inutilisée) était également présente. L'électricité a été introduite vers 1902 grâce à la construction d'une centrale dédiée. En 1877, l'usine employait 208 ouvriers, mais ce nombre a chuté à seulement 20 en 1998.

## Description
Certains édifices présentent des murs en brique reposant sur un socle en granite, tandis que d'autres sont construits avec des murs en granite et une façade en brique. Les cheminées de la machine à vapeur et de l'usine à gaz se caractérisent par une section carrée en brique.

## Protection
La fabrique est inscrite au titre des monuments historiques par arrêté du 19 mai 2003.